# Прапори Армії оборони Ізраїлю
Прапори Армії оборони Ізраїлю

## Армія оборони Ізраїлю

Прапор ізраїльських сил оборони
Прапор начальника штабу Армії оборони Ізраїлю

Військово-морський Прапор Ізраїлю
Прапор ВПС Ізраїлю
Прапор ізраїльської армії

## Корпуси

Прапор ізраїльського ад'ютантського корпусу
Прапор ізраїльської мережі ППО
Прапор ізраїльського артилерійського корпусу
Прапор ізраїльського корпусу C4
Прапор ізраїльського бойового Інженерного корпусу
Прапор ізраїльського корпусу освіти та молоді
Прапор ізраїльського корпусу польової розвідки
Прапор ізраїльського Генерального корпусу
Прапор ізраїльського корпусу піхоти
Прапор ізраїльського розвідувального корпусу
Прапор ізраїльського корпусу матеріально-технічного забезпечення
Прапор ізраїльського медичного корпусу
Прапор корпусу військової поліції Ізраїлю
Прапор ізраїльського військового рабинатського корпусу
Прапор ізраїльського артилерійського корпусу
Прапор танкових корпусів
Прапор командування ізраїльського тилу

## Бригади

Прапор ізраїльської бригади Гіваті
Прапор ізраїльської бригади Голані
Прапор ізраїльської бригади Кфір
Прапор ізраїльської бригади Нахаль
Прапор ізраїльської десантної бригади

## Колишні прапори

Прапор ізраїльського корпусу Цивільної Оборони до 1992 року
Прапор ізраїльського жіночого корпусу до 2001 року